# Knodus moenkhausii
Knodus moenkhausii é uma espécie de peixe da família dos caracídeos e da ordem dos caraciformes. Os machos podem alcançar 4,5 cm de comprimento. Vivem em zonas de clima tropical, na América do Sul, mais especificamente, nas bacias dos rios Paraguai e Amazonas, no Brasil.